# モンゴル医学
モンゴル医学（もんごるいがく）は、モンゴルで行われている医学。
モンゴルは文化的に中国と縁が深く、基本は中国医学である。しかし、気候風土や遊牧という民族的特性から、使用される薬物などに厳しい制約があるため、行われる医療は非常に特殊である。家畜由来の薬や、厳しい環境でかろうじて入手できる数少ない薬物を用いている。灸法も行われており、ヨモギではなく馬糞を乾燥させた馬糞灸を行う。他に温石も行われており、冷えた手足や患部を焼けた石で温めるという方法を行っている。
現在、外モンゴルでは医療設備と人材が不足しており、各種医療機関や柔道整復師・鍼灸師などがボランティアとして、現地の病人を救済している。
| サブスタブ | この項目は、まだ閲覧者の調べものの参照としては役立たない、書きかけの項目です。この項目を加筆・訂正などしてくださる協力者を求めています。このテンプレートは分野別のサブスタブテンプレートやスタブテンプレート（Wikipedia:分野別のスタブテンプレート参照）に変更することが望まれています。 |